# Regulus regulus ellenthalerae
El reyezuelo canario occidental (Regulus regulus ellenthalerae) es una subespecie de reyezuelo sencillo confinada en las islas Canarias más occidentales, La Palma y El Hierro, donde es un residente no migratorio.
En el pasado se creía que pertenecía al mismo taxón que el reyezuelo de Tenerife (Regulus regulus teneriffae), pero este fue separado en una especie aparte, porque al parecer evolucionó a partir de una colonización independiente y anterior de las islas Canarias, hace unos 1,3–1,8 millones de años.